# Charles Bedu
Charles Bedu, né le 7 janvier 1876 à Bourges (Cher) et mort le 26 janvier 1950 à Saint-Amand-Montrond (Cher), est un homme politique français.

## Biographie
Imprimeur devenu propriétaire et directeur du journal L'Avenir du Cher, il entre en politique en 1925 en devenant maire de Saint-Amand-Montrond sous les couleurs du Parti radical-socialiste, mandat qu'il conserve jusqu'en 1935.
En 1932, il se présente aux élections législatives et est élu député du Cher. Parlementaire très discret, il se consacre au travail en commissions et ne prend part à aucune séance publique. En 1936, il ne retrouve pas son mandat, battu par le candidat de la SFIO qui lui avait ravi la mairie de Saint-Amand un an plus tôt, Robert Lazurick.
Il se retire alors de la vie politique, se consacrant exclusivement à ses activités éditoriales.

## Sources
- « Charles Bedu », dans le Dictionnaire des parlementaires français (1889-1940), sous la direction de Jean Jolly, PUF, 1960 [détail de l’édition]